# 泰雷希夫卡
51°35′21″N 31°24′47″E / 51.58917°N 31.41306°E

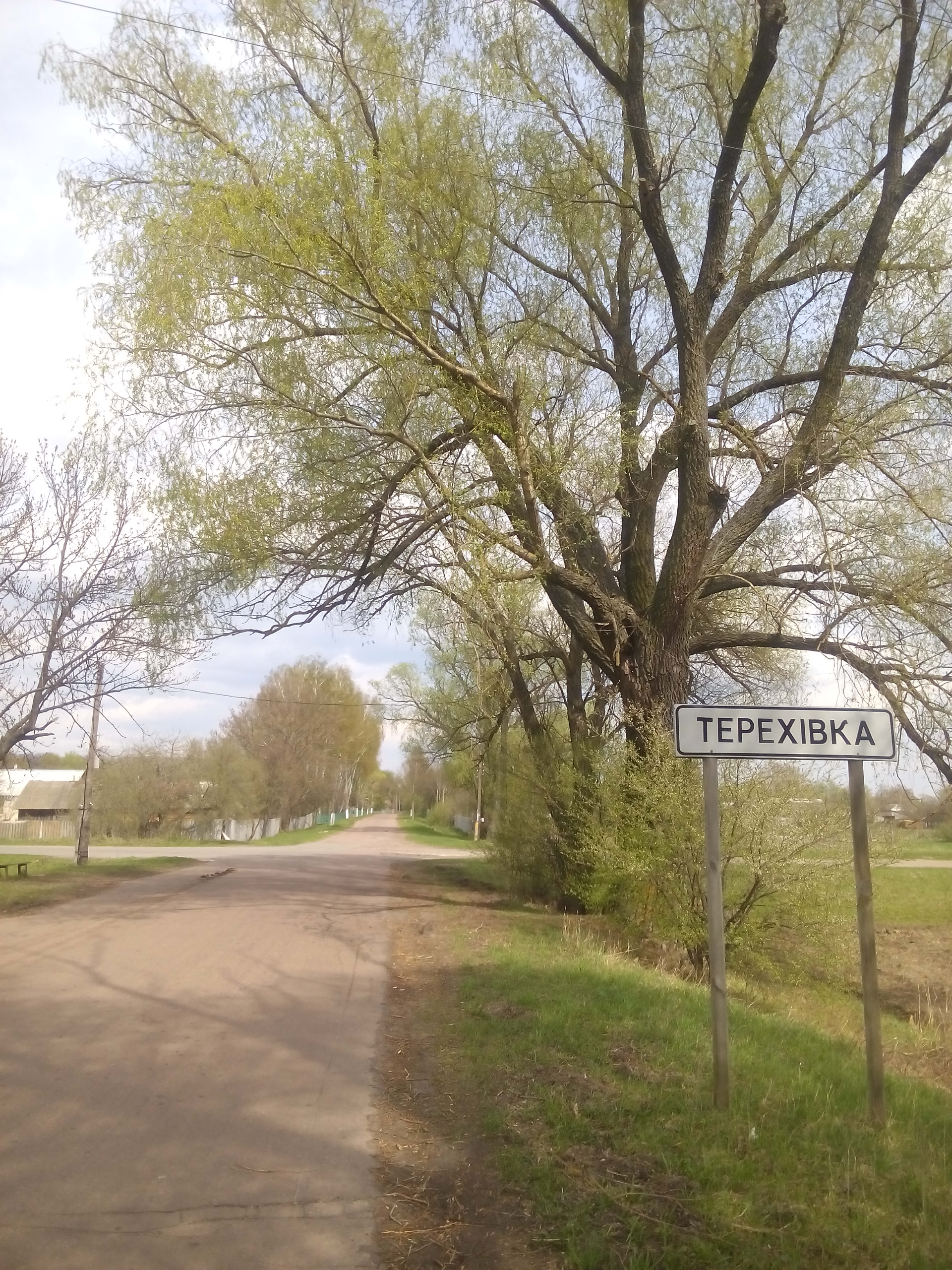
泰雷希夫卡

泰雷希夫卡（烏克蘭語：Терехівка），是烏克蘭北部切爾尼希夫州切爾尼希夫區基塞利夫卡市镇的村落。始建於1634年，面積0.14平方公里，海拔高度112米，2001年人口480，人口密度每平方公里3,504人。